# Johann Hoffmann (Basketballspieler)
Johann Hoffmann (* 18. September 1940 in Wien; † 3. März 2023) war ein österreichischer Basketballspieler.

## Leben
Hoffmann betrieb als Heranwachsender neben Basketball auch Faustball, Fußball und Tennis. Im Basketball spielte der 1,88 Meter große Flügelspieler in der Jugend für den Verein Union Landhaus. Mit EK Engelmann Wien wurde er 1961, 1962, 1967, 1968, 1969 und 1970 österreichischer Staatsmeister, einen siebten Staatsmeistertitel errang er 1966 mit Union Kuenring in seinem einzigen Spieljahr bei dem Verein. Von 1970 bis 1973 spielte er für UKJ Mistelbach, übernahm während des Spieljahres 1970/71 zusätzlich das Traineramt beim Post SV Wien, von 1973 bis 1979 war er dann Spielertrainer beim Post SV. Eigener Aussage nach lag Hoffmann während seiner Spielerlaufbahn das Angebot vor, nach Griechenland zu wechseln, welches er jedoch ablehnte. Mit EK Engelmann Wien trat er in Europapokalspielen an. Er bestritt 39 Länderspiele für die österreichische Nationalmannschaft.
1983 trat Hoffmann beim Post SV Wien das Amt des Leiters der Basketballsektion an. Er übte dieses bis zum Ende des Jahres 2000 aus. Er betreute ebenfalls die Damen des Post SV Wien als Trainer.
Beruflich war Hoffmann als Architekt und Ziviltechniker tätig. Seine Ehefrau Traude war österreichische Basketballnationalspielerin. Die gemeinsamen Töchter betrieben ebenfalls Basketballsport.